# Jarfke

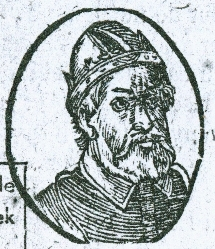
Jarfke (1759)

Jarfke, Jaarfke of Jarcke van der Muyden (ook wel Aepko ter Munten, Jarfke ter Münte, Jarfken Wypkes of kortweg Jaerfke) is de fictieve hoofdpersoon van het sociaalkritisch pamflet Prophecye van Jarfke, dat in 1597 in Franeker en Harlingen verscheen en naderhand vele herdrukken beleefde.
Jarfke leefde rond 1500 en zou hebben gewoond in het Cathrijnen-Huys, Capellen Huys of Jarfke huys, dat in de Dollard zou zijn verdronken. Vermoedelijk wordt daarmee het gehucht Dallingeweer bij Termunten bedoeld, waar een boerderij Kapellenheem stond. Jarfke's naam duikt voor het eerst op in een ander pamflet, dat in 1585 in Emden de ronde deed. De gebeurtenissen die in het pamflet worden beschreven, spelen zich voornamelijk af in de laatste decennia van de zestiende eeuw. Ook de genoemde hoofdpersonen leefden in die tijd. Jarfke zou gestorven zijn te Zuidbroek, in het huis van de overgrootvader van Wiert Wijpkens, een bierbrouwer die daar woonde.

## Trivia
- Jaarfke was de naam van een openbare basisschool te Scheemda, gesticht omstreeks 1980 en opgegaan in de brede school in 2020.
- De Jaarfkelaan (2003) was een ontsluitingsweg en een straatnaam in het Project Blauwestad, die in 2006 weer kwam te vervallen.
- Jarfke figureert in de roman van H.C. ten Berge, Het geheim van een opgewekt humeur (1986).